# Sarstedt
Sarstedt is een gemeente in de Duitse deelstaat Nedersaksen. De gemeente maakt deel uit van het Landkreis Hildesheim. Sarstedt telt 19.392 inwoners.

## Delen van Sarstedt
- De stad Sarstedt (15.743 inwoners)
- Heisede (1.079)
- Giften (745)
- Gödringen (583)
- Hotteln (590)
- Ruthe (324)
- Schliekum (618)

Totaal aantal inwoners gehele gemeente: 19.682. Peildatum: 1 november 2021.

## Geografie

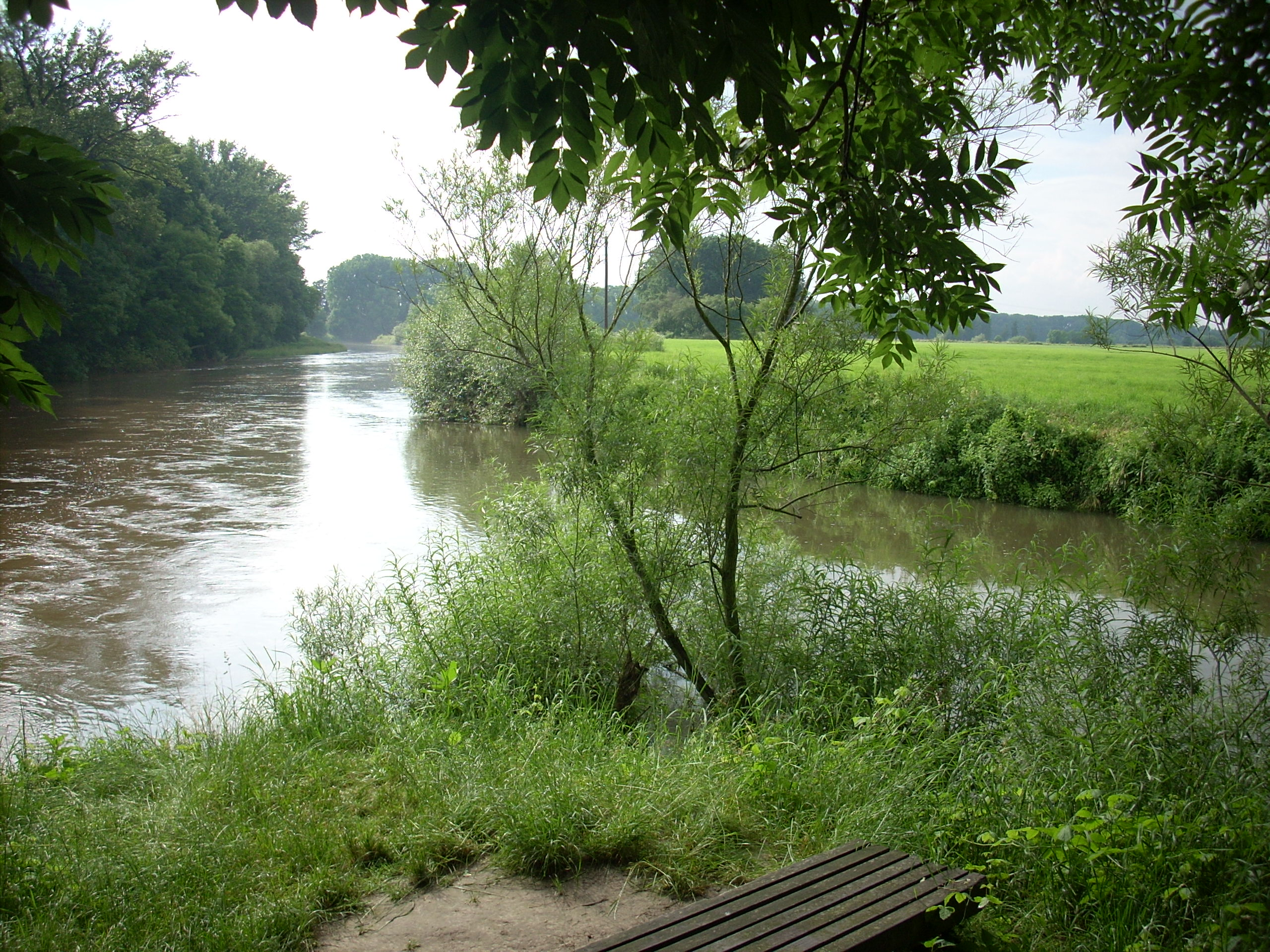
monding van de Innerste in de Leine

Sarstedt ligt aan de rivier de Leine. De 100 km lange zijrivier Innerste mondt bij Ruthe uit in de Leine. De gemeente ligt aan de noordrand van het Leinebergland, en verder in de Noord-Duitse Laagvlakte. 
Grote steden in de nabijheid zijn Hildesheim, 13 km in zuidoostelijke richting, en Hannover, 21 km noordwestwaarts.

## Infrastructuur

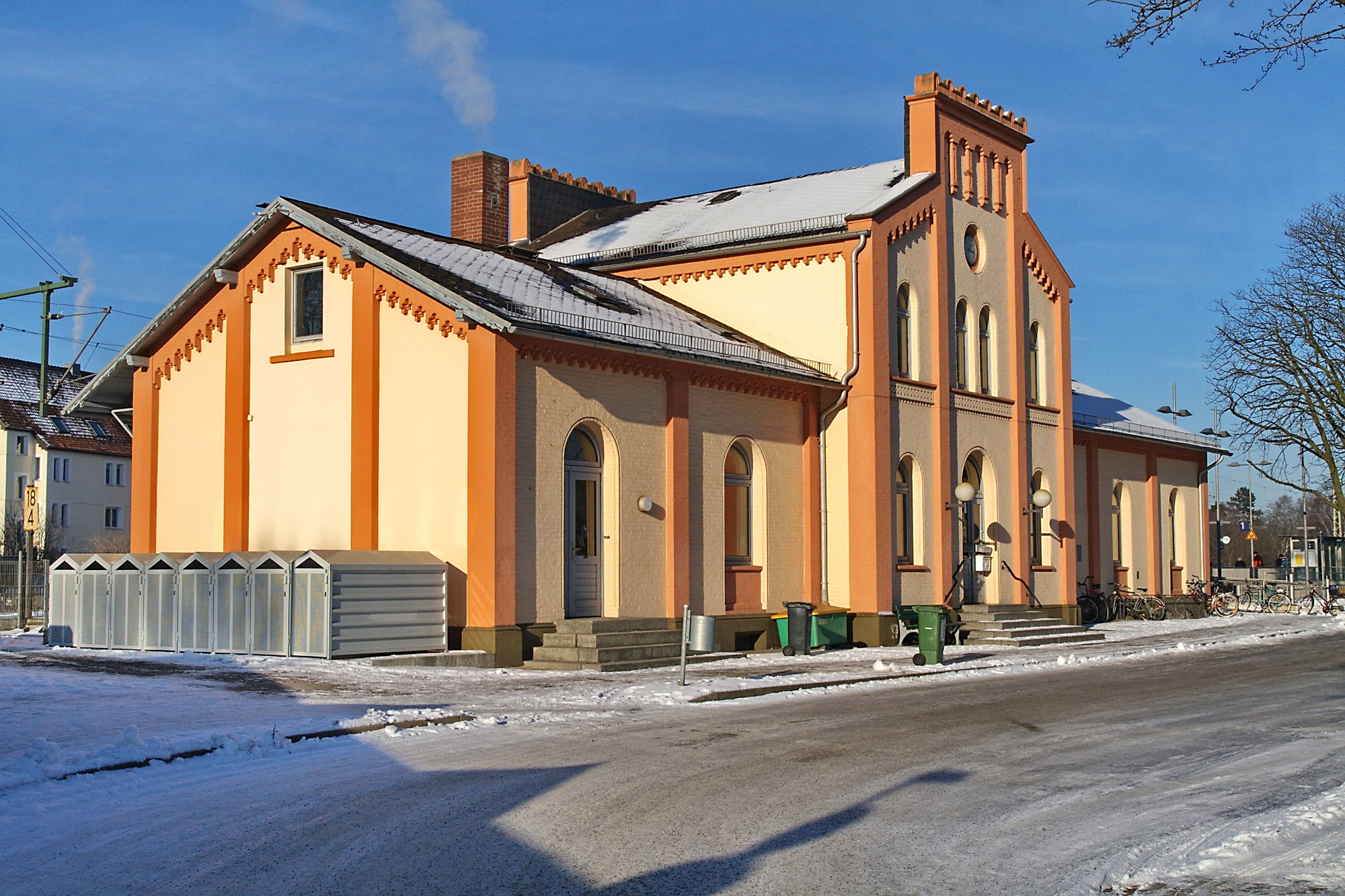
Station

Station Sarstedt ligt aan de spoorlijn Lehrte - Nordstemmen en de spoorlijn Hannover - Kassel.
Streekbussen verbinden Sarstedt met o.a. Nordstemmen, Rethen en Hildesheim.

## Economie
In Sarstedt zijn verscheidene kleine en middelgrote bedrijven gevestigd.
Smurfit Kappa heeft er een golfkartonfabriek, en Kelvion PHE, een ook in Nederland en België actieve fabrikant van warmtewisselaars, heeft in de gemeente een fabriek. Een groothandel in materialen voor meet- en regeltechniek in gebouwen, alsmede een online-postorderbedrijf in Pc's, smartphones e.d. hebben er hun hoofdvestigingen.

## Geschiedenis
Sarstedt ligt op een plaats, waar 100.000 jaar voor de jaartelling af en toe Neanderthalers rondzwierven.
In de vroege middeleeuwen woonden hier Saksen, die in de 8e en 9e eeuw tot het christendom werden bekeerd.
Sarsted was vanaf de late middeleeuwen een vlek met marktrecht. In de 15e, 16e, 17e en 18e eeuw had de plaats veel te lijden onder oorlogsgeweld (o.a. de Hildesheimse Stiftsoorlog, 1517-1521 en de Dertigjarige Oorlog, 1618-1648) en onder grote branden.
Sarstedt kreeg pas in 1929 officieel stadsrechten.

## Bezienswaardigheden

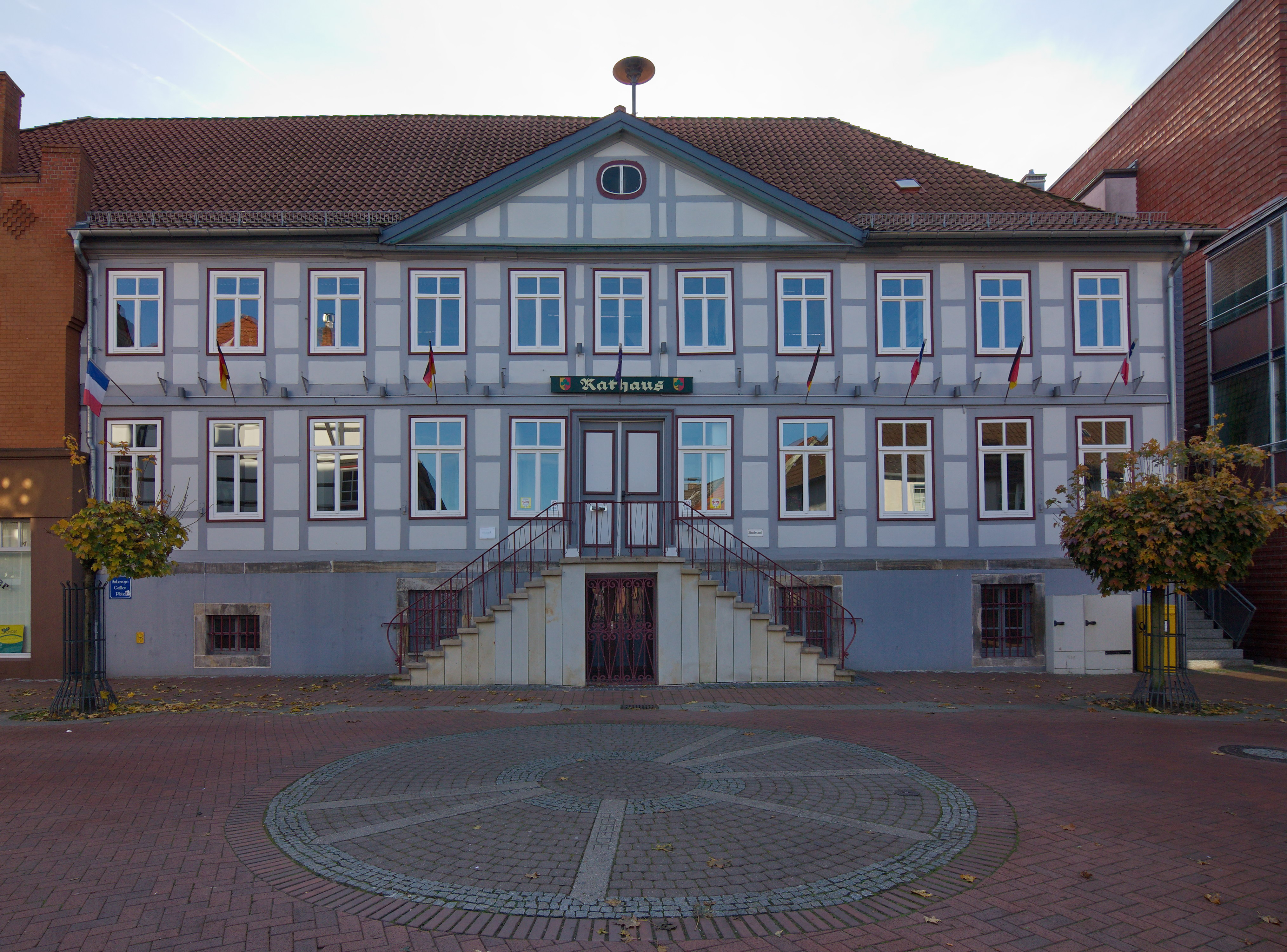
Stadhuis (1799)
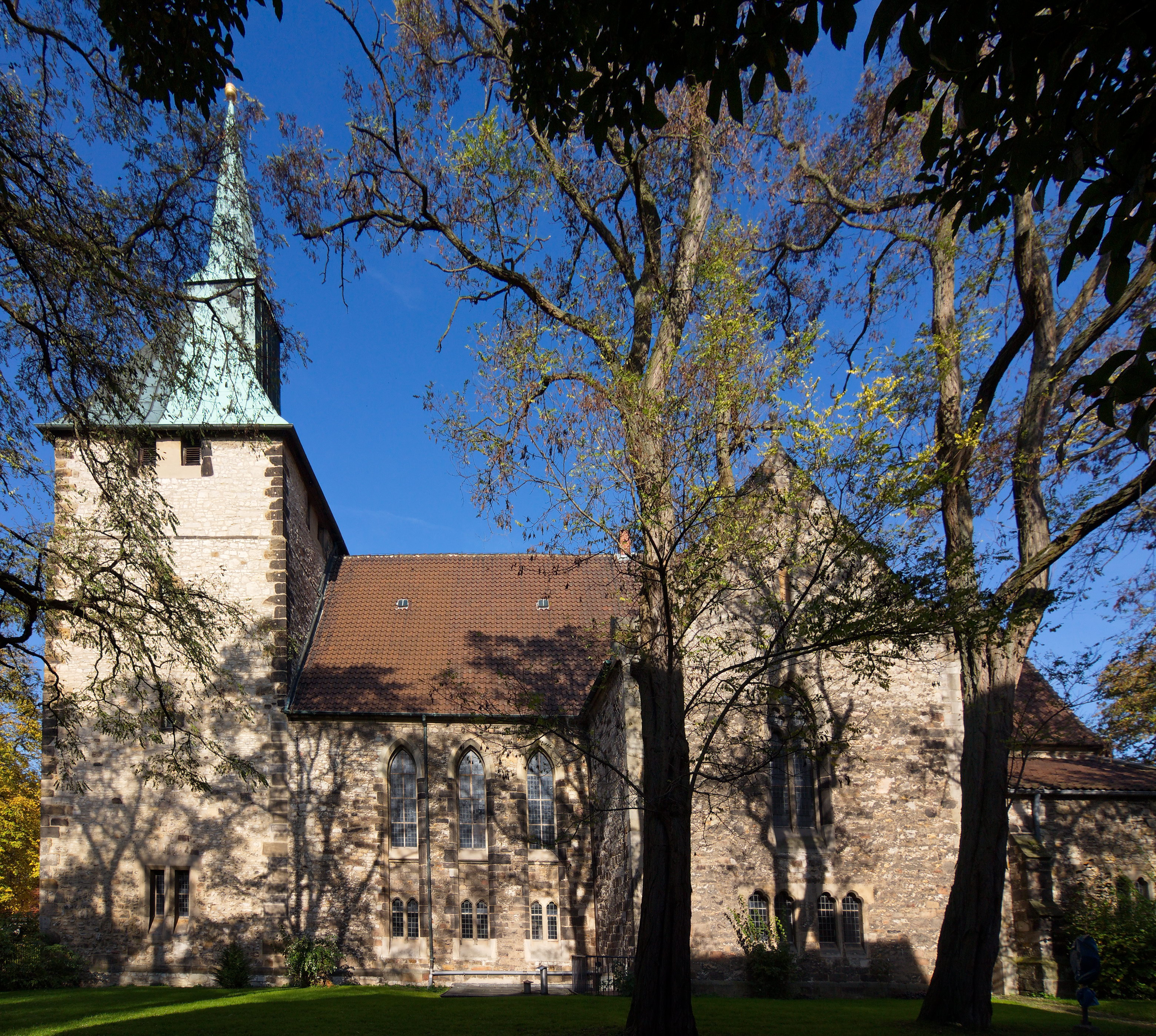
Evang.-lutherse Sint-Nicolaaskerk te Sarstedt (1457)
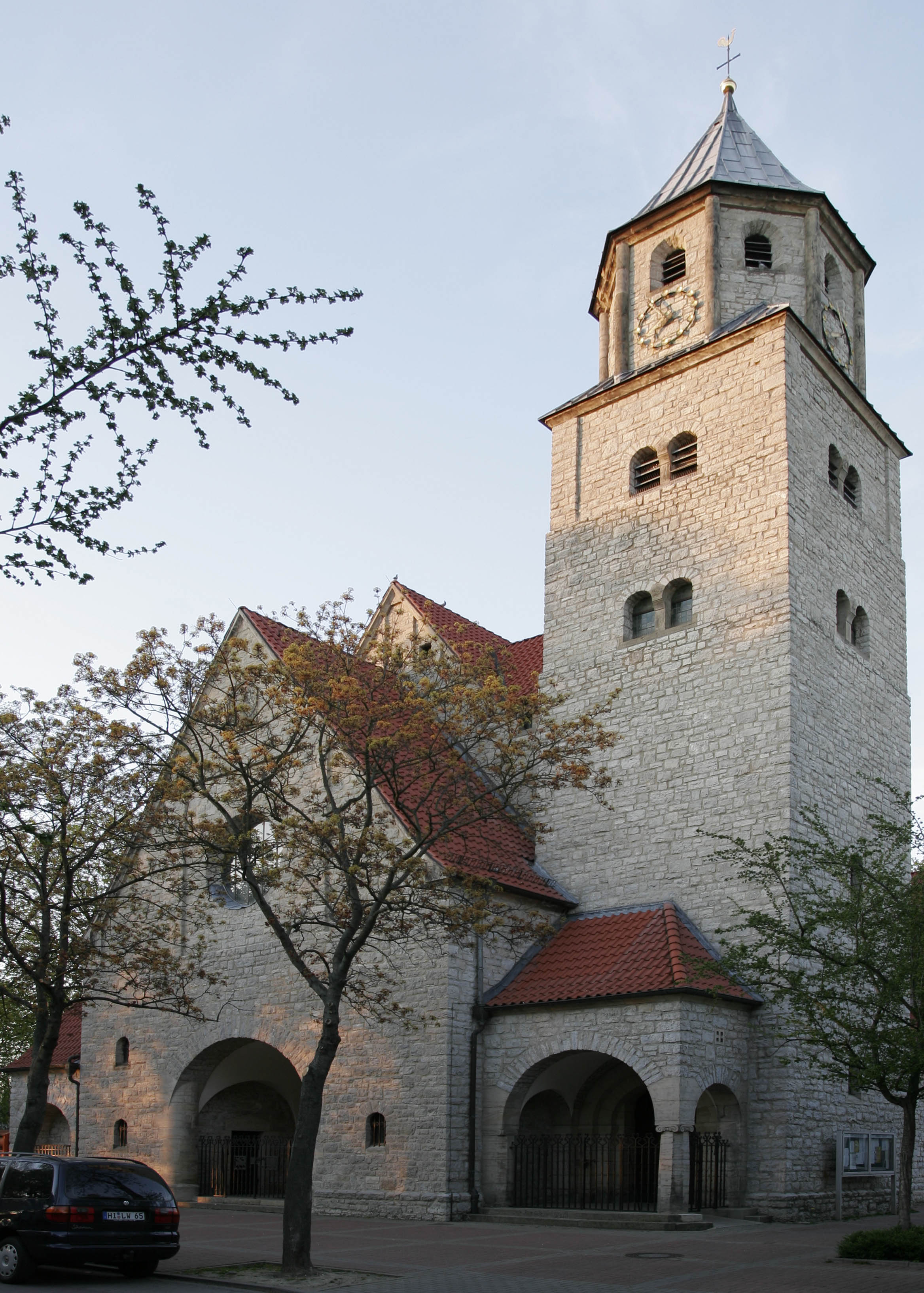
R.K. H.-Geestkerk (1913)
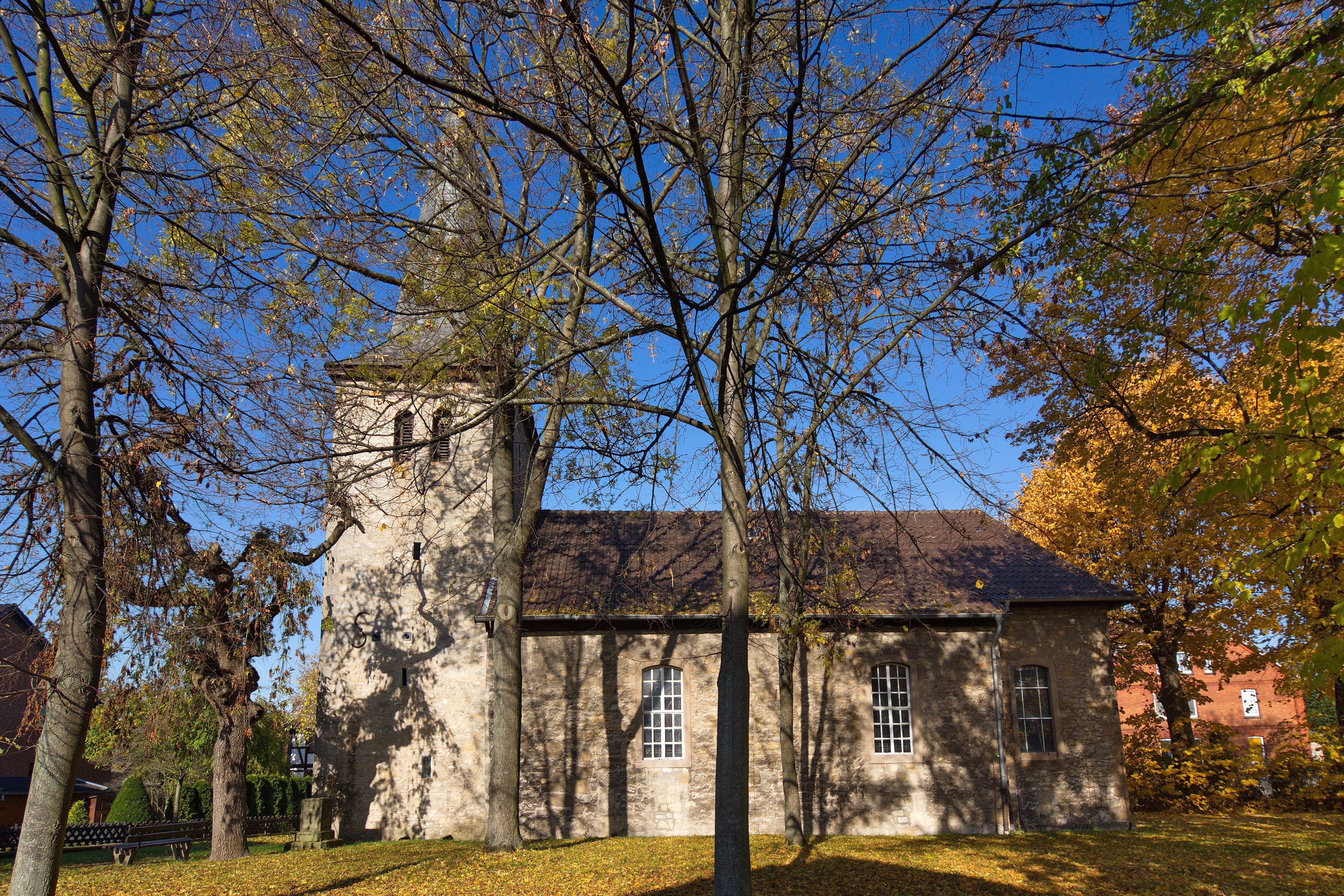
Evang.-lutherse Sint-Nicolaaskerk te Heisede (plm.1197)

## Geboren
- Jean Henri Pape (1789-1875), pianobouwer
- Marianne Bachmeier (1950-1996), restauranthoudster
- Michael Schenker (1955), rockgitarist

## Partnergemeente
- Aubevoye-Gaillon, Frankrijk

- Gemeinsame Normdatei: 4051714-7
- Library of Congress Control Number: n85002112
- MusicBrainz: 1597879d-e914-4e02-9ebc-5ad0cdbac4b6
- Nationale Bibliotheek van Israël: 987007562209705171
- Virtual International Authority File: 143124944

Adenstedt ·
Alfeld (Leine) ·
Algermissen ·
Almstedt ·
Bad Salzdetfurth ·
Banteln ·
Betheln ·
Bockenem ·
Brüggen ·
Coppengrave ·
Despetal ·
Diekholzen ·
Duingen ·
Eberholzen ·
Eime ·
Elze ·
Everode ·
Freden (Leine) ·
Giesen ·
Gronau (Leine) ·
Harbarnsen ·
Harsum ·
Hildesheim ·
Holle ·
Hoyershausen ·
Lamspringe ·
Landwehr ·
Marienhagen ·
Neuhof ·
Nordstemmen ·
Rheden ·
Sarstedt ·
Schellerten ·
Sehlem ·
Sibbesse ·
Söhlde ·
Weenzen ·
Westfeld ·
Winzenburg ·
Woltershausen